# Phoriospongidae
Phoriospongidae är en familj av svampdjur. Phoriospongidae ingår i ordningen Poecilosclerida, klassen horn- och kiselsvampar, fylumet svampdjur och riket djur.
Familjen innehåller bara släktet Hemimycale.